# Fabien Iannone
Fabien Iannone (* 1990 im Wallis) ist ein Schweizer Jazzmusiker (Kontrabass, Synthesizer, Perkussion).

## Leben und Wirken
Iannone erhielt zunächst Klavierunterricht, bevor er mit 14 Jahren den E-Bass entdeckte, den er zwei Jahre lang erkundete. Dann wandte er sich dem Kontrabass zu, der sein Hauptinstrument wurde. Im Jahr 2011 erhielt er ein Stipendium der Fritz-Gerber-Stiftung. Das gab ihm die Möglichkeit, 6 Monate in New York City zu verbringen und tief in die dortige Musikszene einzutauchen. Dort studierte er bei Ben Street und Sophia Rosoff. Nach seiner Rückkehr vervollkommnete er seine musikalische Ausbildung an der Musikhochschule Basel bei Bänz Oester und Jorge Rossy.
In der Folge trat Iannone in vielen Jazzprojekten in der Schweiz und in Frankreich mit Musikern wie Ohad Talmor, Colin Vallon, Yoon Sun Choi, Khabu Doug Young, Malcolm Braff, Matthieu Llodra, Marcel Papaux, Jean-Lou Treboux, Guillaume Perret, Matthieu Michel, Ganesh Geymeier,  Dan Weiss und Linda Sikhakhane (Isambulo, 2022) auf. Er nahm an internationalen Festivals wie dem Montreux Jazz Festival, Cully Jazz Festival, Jazz sous les Pommiers, Südtirol Jazzfestival oder Cosmojazz teil.
Im Jahr 2017 erhielt Iannone ein Stipendium des Service de la Culture du Canton du Valais und entwickelt derzeit ein elektronisches Soloprojekt in Zusammenarbeit mit Ben Street und anderen. Mit dem Trio von Arthur Hnatek erhielt er 2019 den ZKB Jazzpreis. Als Sideman ist er an Projekten wie Taïga, WÄN, Kuma und l'Orage beteiligt.

## Diskographische Hinweise
- Samuel Huguenin Symbolic Quartet: L’Exil des Nymphes (Unit Records 2013, mit Gabriel Zufferey, Gilles Dupuis)
- Nduduzo Makhathini Umgidi Trio & One Voice Vocal Ensemble: Inner Dimensions (2016, mit Dominic Egli, sowie Lisette Spinnler, Julie Fahrer, Githe Christensen, Christa Unternährer, Ines Brodbeck, Anna Widauer, Maximilian Bischofberger, Yero Richard Nyberg)
- Pauline Ganty Aprés (QFTF 2017, mit Noé Macary, Dominic Egli)
- Noé Tavelli & The Argonauts Collective (Double Moon Records 2019, mit Matthias Spillmann, Francesco Geminiani)
- François Lana Trio: Cathédrale (Leo Records 2020, mit Phelan Burgoyne)